# Pierre Joseph Argoud
Pour les articles homonymes, voir Argoud.
Pierre-Joseph Argoud (vers 1649 - Versailles, 15 avril 1730) a été premier commis au bureau des Fonds, commissaire général de la marine et avocat au Parlement concernant les affaires de prises.

## Carrière
Pierre-Joseph Argoud aurait commencé sa carrière vers les années 1660 selon un document écrit par son frère, mais les registres de l’archiviste Laffilard ne le mentionnent point. La première trace de cet officier remonte à 1677 lorsqu’il était attaché, comme secrétaire, au sieur d’Oppède, intendant de Provence nommé aux mêmes fonctions à Messine pour organiser le port sur le modèle des arsenaux français, depuis la conquête de la ville sur les Espagnols en 1676. Tous deux rentrent en France en 1678. Argoud devient commissaire ordinaire à Toulon le 1er janvier 1687, à 38 ans. Il passe à Brest (1er janvier 1691) puis à Bayonne (1er janvier 1695). Le 15 janvier 1696, le roi le nomme avocat au Parlement pour être son procureur dans les affaires concernant les prises. Sa tâche consiste à établir et instruire les procédures lors de liquidations contentieuses afin qu’elles soient diligemment présentées au conseil royal des Finances. Lors de l’introduction de la vénalité des charges dans la marine, Pierre-Joseph Argoud figure parmi les premiers à s’en procurer : il achète l’office de commissaire ordinaire à Bayonne (25 mars 1703). Le 30 novembre suivant, il prend la direction du port basque, étant nommé commissaire ordonnateur. Il intègre les bureaux centraux de la marine après le retrait de Bégon de Montfermeil (frère de Michel Bégon): le 16 novembre 1705, il prend la direction du bureau des Fonds. En 1716, lors de la suppression des charges, il obtient la commission de commissaire général (30 avril), et se voit chargé des Invalides. Il obtient le 15 septembre 1723 une pension de 4 000 livres tournois sur le Trésor royal. Il meurt à Versailles le 14 avril 1730 à l’âge de 81 ans.

## Famille
Son neveu, Gourdan, lui succède au bureau des Fonds dès le lendemain de sa mort. Il laisse un frère, le chevalier Argoud de Laval, qui réclame une partie de la pension du défunt et en obtient le quart (1 000 livres). Argoud de Laval a également servi dans la marine et a été consul du roi à Naples. Il meurt en 1749 ; Gourdan demande, visiblement sans réponse, une réversion de pension. Pierre de Forcade et Ambroise d’Aubenton, tous deux premier commis, ont signé l’acte de sépulture de Pierre-Joseph Argoud, si bien qu’il devait exister des liens d’amitié entre les trois hommes.

## Sources
- Archives nationales, Marine, {\displaystyle C^{7}} 8, dossiers Argoud (Pierre-Joseph) et Argoud de Laval.

- Archives départementales, Yvelines, regist. sépult. num., no 1080417, paroisse Notre-Dame, Versailles, 1730.

## Liens
- Officiers de plume